# Leon Pietraszkiewicz

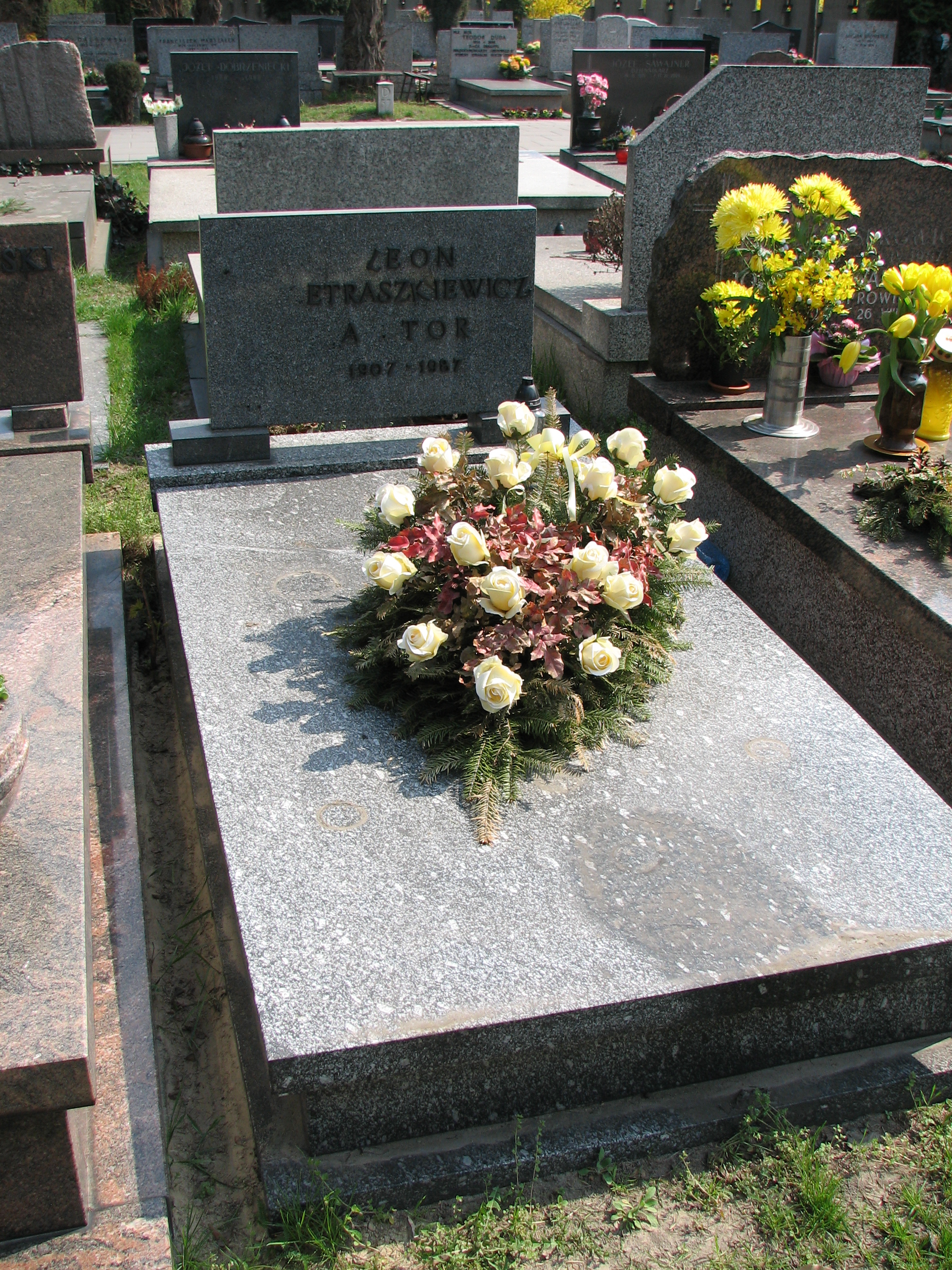
Grób Leona Pietraszkiewicza na cmentarzu Wojskowym na Powązkach w Warszawie

Leon Pietraszkiewicz (ur. 20 lutego 1907 w Warszawie, zm. 22 lutego 1987 tamże) – polski aktor, teatralny, filmowy i telewizyjny, reżyser, pedagog.

## Życiorys
Syn Piotra. Pracę jako aktor rozpoczął w 1932 w Teatrach Miejskich we Lwowie. W 1935 ukończył studia na Wydziale Sztuki Aktorskiej Państwowego Instytutu Sztuki Teatralnej (PIST) w Warszawie. W latach 1937–1939 występował na deskach Teatrów Miejskich w Łodzi. W 1946 zdał aktorski egzamin eksternistyczny przed Centralną Komisją Egzaminacyjną przy PIST w Łodzi. W 1947 otrzymał Nagrodę Ministra Kultury i Sztuki na Festiwalu Szekspirowskim za rolę Kalibana w Burzy. W 1949 ukończył studia na Wydziale Reżyserskim warszawskiej PWST.
Po zakończeniu II wojny światowej występował na scenach Teatru Wojska Polskiego w Łodzi (1945–1949) i Teatru Polskiego w Warszawie (1949–1976). Był wykładowcą na warszawskiej i łódzkiej PWST.
Występował również w Teatrze Telewizji, m.in. w spektaklach: Skowronek Jeana Anouilh w reż. Czesława Szpakowicza jako Cauchon (1956), Żeglarz Jerzego Szaniawskiego w reż. Józefa Słotwińskiego jako przewodniczący (1958), Dziady Adama Mickiewicza w reż. Adama Hanuszkiewicza (1959), Zygmunt August Stanisława Wyspiańskiego w reż. Tadeusza Byrskiego (1961), Faust Johanna Wolfganga von Goethego w reż. Stanisława Wohla (1961), Kandyd Woltera w reż. Jerzego Krasowskiego (1964), Horsztyński Juliusza Słowackiego w reż. Jerzego Kreczmara (1966) oraz w Braciach Karamazow Fiodora Dostojewskiego w reż. Jerzego Krasowskiego jako Sprawnik (1969), Awansie Edmunda Niziurskiego w reż. Andrzeja Trzosa-Rastawieckiego jako Nierucha (1971), Ostatnich dniach Michaiła Bułhakowa w reż. Macieja Wojtyszki jako Turgieniew (1977) i w przedstawieniu Każdemu, co mu się należy od mafii Leonarda Sciascii w reż. Juliusza Janickiego jako Abello (1980).
Zagrał również w telewizyjnej „Kobrze”, kreując postać majstra Króla w cyklu Stawka większa niż życie w reż. Andrzeja Konica (odc. 6. Okrążenie).
W 1976 przeszedł na emeryturę, ale nadal występował gościnnie w Teatrze Polskim w Warszawie. Zagrał m.in. postacie: Cymbalisty w Balladzie łomżyńskiej Ernesta Brylla (1978), poety w spektaklu Cyrano de Bergerac Edmonda Rostanda (1979), Dziada w Panu Tadeuszu Adama Mickiewicza (1981) – wszystkie w reż. Augusta Kowalczyka oraz aktora w Wyzwoleniu Stanisława Wyspiańskiego (1982), Pyramusa w Romulusie Wielkim Friedricha Dürrenmatta (1985), Lamberta w Lordzie Clavertonie Thomasa Stearnsa Eliota (1985) i Faraona w Żywocie Józefa Mikołaja Reja (1985) – wszystkie w reż. Kazimierza Dejmka.
Zmarł 22 lutego 1987 w Warszawie, pochowany na cmentarzu Wojskowym na Powązkach (kwatera C39-7-7).

## Filmografia

### Aktor
- W chłopskie ręce (1946) – Jan Froncek
- Zakazane piosenki (1946) – śpiewak uliczny
- Stalowe serca (1948)
- Młodość Chopina (1951) – Nikołaj N. Nowosilcow
- Kariera (1954) – robotnik krytykujący Krupę
- Król Maciuś I (1957) – minister wojny
- Cafe pod Minogą (1959) – żandarm niemiecki aresztujący redaktora Zagórskiego
- Rzeczywistość (1960) – Piasecki, naczelnik brygady politycznej w Wojewódzkim Urzędzie Śledczym w Wilnie
- Wyrok (1961) – doktor Żak
- Między brzegami (1962) – ojciec Marii
- Pasażerka (1963) – lagerkommandant untersturmfuhrer Grabner
- Barwy walki (1964) – granatowy policjant
- Miejsce dla jednego (1964) – Antos
- Podziemny front (serial telewizyjny) (1965) – lekarz (odc. 3. Spotkanie z mordercą i odc. 6. Przeprawa)
- Gdzie jest trzeci król (1966) – pułkownik Wala, szef Berenta
- Kontrybucja (1966) – „Siwy"
- Klub szachistów (1967) – prezes Związku Kupców
- Przeraźliwe łoże (1967) – inspektor policji
- Zbrodnia lorda Artura Savile’a (1967) – dziekan Chichester, wuj lorda Artura
- Dzieci z naszej szkoły (serial telewizyjny) (1968) – weteran (odc. 3. Mysz i odc. 4. Słowo honoru)
- Stawka większa niż życie (serial telewizyjny) (1968) – właściciel pensjonatu „Orient” (odc. 4. Café Rose)
- Czterej pancerni i pies (serial telewizyjny) (1969) – stary Niemiec (odc. 16. Daleki patrol)
- Jak rozpętałem drugą wojnę światową (1969) – Herbert Gulke (cz. 1. Ucieczka)
- Gniewko, syn rybaka (serial telewizyjny) (1969–1970) – Dadżbor (odc. 1. Zdrada)
- Epilog norymberski (1970) – oskarżony
- Brylanty pani Zuzy (1971) – pracownik kontrwywiadu
- Czarne chmury (serial telewizyjny) (1973) – Ostroróg (odc. 6. Intryga i odc. 10. Pościg)
- Wielka miłość Balzaka (serial telewizyjny) (1973) – minister Mikołaja I (odc. 5. Spotkanie w Sankt-Petersburgu)
- 07 zgłoś się (serial telewizyjny) (1976) – Kazimierz Czudraś, złodziej (odc. 2. Wisior)
- Zaklęty dwór (serial telewizyjny) (1976) (odc. 1. Cień starościca)
- Noce i dnie (serial telewizyjny) (1977) – prowadzący zebranie socjalistów (odc. 11. U schyłku dnia)
- Najdłuższa wojna nowoczesnej Europy (serial telewizyjny) (1981) – sędzia (odc. 11. Ojcowie i dzieci)

### Polski dubbing
- Okup – Jesse Chapman (1956)
- Koń, który mówi (1961–1966)
- 300 Spartan (1962)
- Skradziony balon (1967) – Dulek

## Ordery i odznaczenia
- Order Sztandaru Pracy I klasy (1987)
- Order Sztandaru Pracy II klasy (1976)
- Krzyż Komandorski Orderu Odrodzenia Polski (1964)[2]
- Krzyż Kawalerski Orderu Odrodzenia Polski (11 lipca 1955)[3]
- Złoty Krzyż Zasługi (22 lipca 1953)[4]
- Medal 40-lecia Polski Ludowej (1984)
- Medal 10-lecia Polski Ludowej (19 stycznia 1955)[5]
- Odznaka 1000-lecia Państwa Polskiego (1967)
- Odznaka „Zasłużony Działacz Kultury” (1967)